# Тур (князь)
Тур (дав.-рус. Туръ) — перший літописний князь Турівського князівства (кінець X ст.).
Якщо вважати його справжньою історичною особою, то він разом із першим літописним полоцьким князем Рогволодом належить до князів, які стояли біля заснування держави на території Білорусі.

## Літописні відомості
«Повість минулих часів» (створена у XII ст.) під 980 роком повідомляє:

«…бе бо Рогъволодъ перешелъ изъ заморья, имяше волость свою Полотьске, а Туръ Турове, от него же и туровци прозвашася» (Дав.-рус.)
«…був Рогволод прийшов з-за моря, і мав владу свою у Полоцьку, a Тур — у Турові, за ним і туровцями прозвалися».

В Устюзькому літописі, який був складений у XVI ст., Тур названий братом Рогволода. Інших літописних відомостей про Тура немає.

## Питання історичності

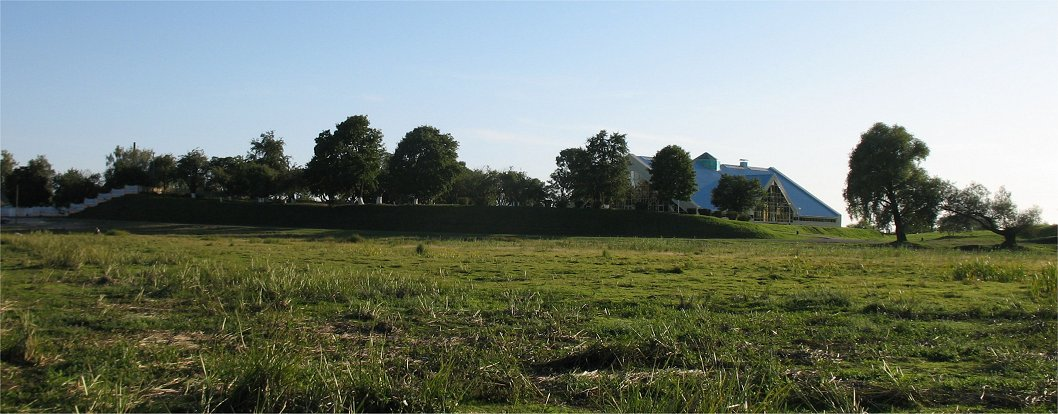
Городище середньовічного Турова та археологічного музею. Турів, Житковицький район, Гомельська область.

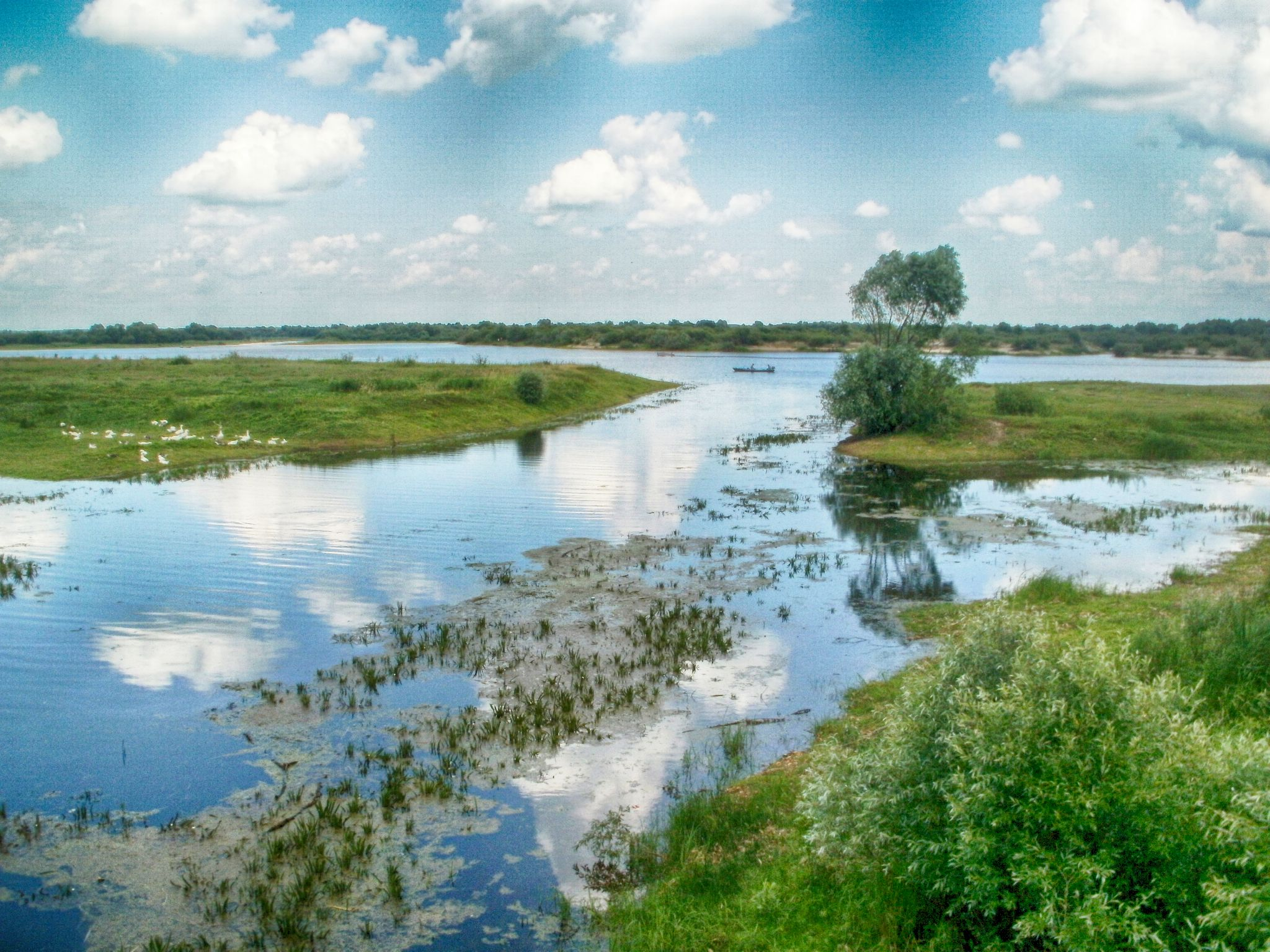
Річка Прип'ять біля Турівського городища.

Деякі вчені (В. М. Татіщев, В. Й. Ключевський, В. З. Завітневича, М. М. Тихомиров) вважають Тура історичною особою на тій підставі, що його ім'я в літописі стоїть поруч з історично правдивим Рогволодом. Інші (О. О. Шахматов, М. В. Довнар-Запольський, М. С. Грушевський, Д. С. Лихачов) вважати повідомлення літопису етимологічною легендою для пояснення назви м. Турів, а Тура — легендарною особою. За словами історика П. В. Голубовського, Тур — місцеве язичницьке божество, рівнозначне Ярилу.
Питання про історичність Тура остаточно не вирішене. Можливо, це прізвище місцевого князя, оскільки в слов'янських мовах поширений топонім із коренем «тур», а місто, безсумнівно, має назву, пов'язану з ім'ям людини.